# Velkua
Velkua (/ˈʋelkuɑ/) là một đô thị của Phần Lan.
Vị trí ở tỉnh của Tây Phần Lan thuộc vùng Tây Nam Phần Lan. Đô thị này có dân số 245 (thời điểm 31 tháng 12 năm 2005) và diện tích 30,07 km² (trừ phần mặt biển) trong đó có 0,13 km² là mặt nước nội địa. Mật độ dân số là 8,1 người trên mỗi km².
Dân đô thị này chỉ sử dụng tiếng Phần Lan